# Tariq Aziz

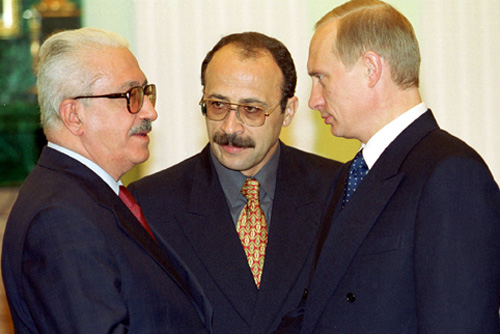
Tariq Aziz (links) in 2000 bij Vladimir Poetin (rechts)

Tariq Aziz (Arabisch: طارق عزيز, Ṭāriq ʿAzīz), geboren als Mikhail Yuhanna (Syrisch: ܡܝܟܐܝܠ ܝܘܚܢܢ, Mīḵāil Yōḥānon, Arabisch: ميخائيل يوحنا, Mīḫāʾīl Yūḥannā, doopnaam Manuel Christo; Tel Keppe bij Mosoel, 28 april 1936 – Nasiriya, 5 juni 2015), was een Iraaks politicus tijdens het regime van president Saddam Hoessein. Hij was van 1983 tot 1991 minister van Buitenlandse Zaken en van 1979 tot 2003 vicepremier.

## Levensloop
Aziz kwam uit een inheemse, oorspronkelijk Assyrische, christelijke familie, behorend tot de Chaldeeuws-Katholieke Kerk, een kerk van de Oost-Syrische ritus in kerkelijke eenheid met Rome. Hij studeerde Engelse literatuur en taalwetenschappen aan het universitair College voor Fijne Kunsten in Bagdad. Zijn moedertaal was Aramees maar hij sprak ook vloeiend Arabisch en Engels.
Daarna werd hij een overtuigd Arabisch nationalist. Hij wijzigde zijn naam in het meer Arabisch klinkende Tariq Aziz, wat betekent "glorieus verleden" en sloot zich aan het begin van de jaren zestig aan bij de Arabische Socialistische Ba'ath-partij. Na korte tijd zegde hij zijn lidmaatschap op, maar in 1968 sloot hij zich opnieuw aan bij de Ba'ath. In dat jaar werd hij tevens hoofdredacteur van de partijkrant van de Ba'ath. In de jaren zeventig was hij minister van Informatie en van Cultuur. Als trouw aanhanger van Saddam Hoessein rees zijn ster na diens machtsovername. In 1979 werd hij zowel lid van de Revolutionaire Commandoraad (de hoogste bestuursraad van het land) als vicepremier. In 1980 werd er door moslimextremisten, mede vanwege religieuze redenen, een mislukte aanslag gepleegd op de christen Aziz. Ondanks het veranderen van zijn naam bleef hij een belijdend christen. Het seculiere Ba'ath-regime erkende uitdrukkelijk de rechten van de oude, oorspronkelijke kerkgemeenschappen binnen Irak. Aziz was, naast de oprichter Michael Aflaq, een van de meest prominente christelijke leiders binnen de Ba'ath-partij.
Van 1983 tot 1991 was hij minister van Buitenlandse Zaken. In die functie speelde hij, kort na de Golfoorlog, een belangrijke rol tijdens de onderhandelingen met de Verenigde Naties. In 2001 was hij opnieuw enige tijd minister van Buitenlandse Zaken, maar werd daarna weer vicepremier (2001-2003). In 2003 bezocht hij paus Johannes Paulus II om het Vaticaan te bewegen een noodoproep te doen ter voorkoming van een Amerikaanse invasie in Irak. In datzelfde jaar onderging hij een medische behandeling in Zuid-Afrika. Op 15 januari 2009 werd Aziz in het ziekenhuis opgenomen vanwege een beroerte.

### Gevangenschap en proces
Na de val van Saddam Hoessein gaf Aziz, die twee hartaanvallen had overleefd, zich over aan Amerikaanse troepen.
Op 9 oktober 2004 verscheen een bericht dat Aziz overleden zou zijn. De nieuwszender Al Arabiya bracht dit nieuws en beriep zich op bronnen binnen het Rode Kruis. Ook Al Jazeera bracht dit nieuws, maar zei zich te baseren op bronnen binnen het Vaticaan. Het Amerikaanse leger ontkende het bericht.
Op 12 januari 2006 vroeg zijn advocaat, Badee Izzat Aref, Aziz vrij te laten op grond van zijn verslechterende gezondheid.
De voormalige Iraakse vicepremier trad op 24 mei 2006 tijdens het proces tegen ex-president Saddam Hoessein op als getuige à decharge. Hoessein was volgens hem volledig onschuldig. Aziz betuigde tijdens het proces zijn loyaliteit en onvoorwaardelijke kameraadschap jegens Hoessein ten overstaan van de rechtbank.
Op 6 juli 2006 zei zijn advocaat dat Aziz in hongerstaking was gegaan uit protest tegen de weigering van de gevangenisautoriteiten om een ontmoeting met zijn raadsman toe te staan. Aziz werd toen door het Amerikaanse leger in Irak vastgehouden. Een zegsman van de Amerikaanse strijdkrachten, luitenant-kolonel Keir-Kevin Curry, ontkende de hongerstaking. Aziz zou gewoon zijn maaltijden ontvangen en met zijn raadsman spreken.
Op 3 maart 2007 verscheen Tariq Aziz in de rechtszaal voor een speciaal tribunaal. Hij getuigde in het proces tegen degenen die ervan verdacht werden in 1988 de gifaanval op de Koerdische stad Halabja te hebben uitgevoerd (gifgasaanval op Halabja). In dit proces was de hoofdverdachte Ali Hassan al-Majid. Tariq Aziz beweerde bij deze gelegenheid dat de beruchte mosterdgasaanval niet door Irak maar door Iran was uitgevoerd.
Er zijn diverse rechtszaken tegen Aziz gehouden.
Op 1 maart 2009 werd Aziz op alle punten vrijgesproken van een aanklacht wegens moord op sjiitische moslimactivisten.
Op 11 maart 2009 werd hij, ondanks aanhoudende ontkenningen zijnerzijds, door een Iraakse rechtbank veroordeeld tot vijftien jaar gevangenisstraf voor de executie van 42 kooplieden, die waren beschuldigd van speculatie met voedselprijzen tijdens het handelsembargo tegen Irak onder Saddam Hoessein.
Op 2 augustus 2009 werd Tariq Aziz, evenals Ali Hassan al-Majid (bekend als "Ali Chemicali"), tot zeven jaar gevangenisstraf veroordeeld door het Iraakse Hoge Tribunaal wegens de deportatie van Koerden in 1980.
Op 26 oktober 2010 werd Tariq Aziz in een nieuw proces ter dood veroordeeld, te voltrekken door middel van ophanging. Als officiële reden hiervoor gaf men "zijn rol bij het vervolgen en uitroeien van religieuze partijen" op. Vooral het bloedig neerslaan van de opstand der sjiieten in 1991 werd hem door het hooggerechtshof zwaar aangerekend. Op 17 november 2010 kwam het nieuws naar buiten dat de Iraakse president Jalal Talabani het executiebevel niet zou willen ondertekenen, maar op 5 december 2011 verklaarde een adviseur van de premier dat de executie "zeker" voltrokken zou worden na de terugtrekking van de Amerikaanse strijdkrachten.
Zijn advocaat verklaarde op 23 januari 2013 dat Aziz leed aan depressies en andere kwalen en van plan was de paus te vragen erop aan te dringen dat het vonnis snel zou worden voltrokken om hem uit zijn lijden te verlossen. Het Vaticaan, de Europese Unie en verscheidene westerse landen drongen op gratie aan.
Aziz overleed op 5 juni 2015 in zijn dodencel in Nasiriyah. Autopsie wees uit dat het om een hartaanval ging. Hij werd overgebracht naar Jordanië, waarbij zijn lichaam enkele uren zoekraakte op de Internationale Luchthaven Baghdad. Op 13 juni werd hij begraven in het christelijke Jordaanse stadje Madaba.